# Красноярское дело
Красноярское дело геологов (Дело геологов) — следственный процесс, проведённый в СССР в 1949—1950 годах, дело по обвинению большой группы геологов в «неправильной оценке и заведомом сокрытии месторождений полезных ископаемых, вредительстве» при поисках урановых месторождений в Сибири.
В марте 1954 г. «дело за недоказанностью обвинения производством прекращено», все осужденные геологи были реабилитированы.

## Предыстория
14 сентября 1929 года ВСНХ СССР и Наркомфин своим приказом утвердил «Правила ВСНХ СССР и НКФ СССР о вознаграждении открывателей новых месторождений урановых и других радийсодержащих руд». Награждать могли и частных лиц.
Возникновение «Красноярского дела» геологов связывают с острым кризисом в Атомном проекте СССР. Проблема возникла из-за критической нехватки разведанных урановых промышленных месторождениях в СССР. Уран требовался для проекта по созданию советской атомной бомбы.
Использование атомного оружия США против Японии, осведомлённость советского руководства, пусть и в общих чертах, о существовании Плана «Тоталити», как и последующих планов США по превентивным военным действиям с СССР с применением атомного оружия, лежало в основе мобилизации всех возможных ресурсов СССР для достижения атомного военного паритета.
Об исключительной остроте для страны проблемы поиска уранового и ториевого промышленного сырья для атомной программы СССР в период с августа 1945 по конец 1950-х гг. говорил и ведомственный приказ по Дальстрою: «Приказ ГУ СДС № 0053 от 25 августа 1945 г. предписывал „всем начальникам и главным геологам ГРО горных управлений и РайГРУ приступить к составлению плана поисковых работ на уран в пределах своих территорий. Для этого немедленно начать лабораторную проверку на радиоактивность и урановые минералы всех архивных проб, а также сборов полевых партий текущего года, особенно из оловорудных, вольфрамовых, кобальтовых и редкометальных месторождений. Ввести с 1 октября ежемесячную сводку о находках уранового оруденения для всех ГРО и РайГРУ“… Для геологов, открывших месторождения урана, и руководителей производства решением правительства устанавливались большие денежные премии и государственные награды.».
В конце 1945 года в системе Комитета по делам геологии было образовано Управление для руководства поисками и разведкой месторождений радиоактивных руд. Первыми руководителями Главка стали Горюнов, Сергей Васильевич и Григорьев, Иосиф Фёдорович.
В 1946 году были установлены премии за открытие урановых месторождений. Поисковые работы начинались с массовых проверок радиоактивности образцов горных пород в музеях и хранилищах геологических организации, взятых в разное время, на самих различных месторождениях полезных ископаемых, в лучшем случае, ранее выделенных рудопроявлений урана. Этим работам придавалось очень большое значение, в последующем проявилось официальное определение одной из форм организации поисков урана — «массовые поиски». Был принят ряд правительственных постановлений и положений, обязывающих их проведение всеми геологоразведочными организациями СССР.
Краеведы, охотники широко привлекались к посильной помощи геологам, в 1945 году в газете «Правда» было опубликовано обращение правительства с призывом к народу, школьникам, учителям природоведенья, местным рудознатцам, туристам, старателям, колхозникам, артельщикам, рыбакам, охотникам, краеведам помочь геологам с поиском нужных стране руд и минерального сырья. Острота проблемы поиска урановых промышленных месторождений в СССР не была утрачена и во второй половине 1950-х гг., так, в журнале «Юный техник» за октябрь 1956 года была опубликована весьма подробная статья-призыв с детальными практическими советами, обращенная к юным геологам-пионерам «как искать уран».

### Докладная записка Шестаковой
В 1947 году юрист и журналист А. Ф. Шестакова (род. 1904) приехала в Минусинск корреспондентом газеты «Правда». В октябре, после многочисленных «сигналов» о наличии на территории Красноярского края радиоактивных руд и руд тяжёлых металлов, направляемых во все инстанции, включая газету «Правда», в Москву, краеведом Суриным Н. В., независимым краеведом и геологом-любителем И. Г. Прохоровым (род. 1887, биографию подробнее см.), Шестакова осматривала бесхозные геологические коллекции, вынесенные с чердака музея на задний двор Минусинского краеведческого музея имени Н. М. Мартьянова, где и обнаружила образец предположительно урановой руды, подписанный, однако, как известняк со старого выработанного месторождения меди «Юлия». Найденный образец Шестакова отправила на анализ известному минералогу К. А. Ненадкевичу в Москву. В образце было обнаружено 1,5 % урана.
После нескольких писем Шестаковой А., отправленных Берия и Сталину, в газету «Правда», а также близких по тематике заявлений в инстанции некоторых геологов на местах, получения аналогичных сигналов об игнорировании местными геологами мнений краеведов, охотников, пчеловодов, и обсуждения докладной записки Шестаковой, у руководства СССР возникла версия о сокрытии геологами месторождений тяжёлых и редких металлов, урана в Сибири, на Алтае (сейчас территория Восточного Казахстана), в Туве, в Минусинском районе и Красноярском крае.
В Архиве президента РФ хранятся:
- 22 марта 1949. — Записка А. Б. Аристова и П. Н. Поспелова «О важных месторождениях урановых минералов в Красноярском крае и причинах задержки их разработки» с приложением справки по руднику «Юлия», составленной А. Ф. Шестаковой от 01.03.1949 г. (Дело 175.)
- 30 марта — 21 апреля 1949. — Постановления Политбюро ЦК ВКП(б), СМ СССР и материалы о положении дел в Министерстве геологии и о мерах улучшения работы Министерства, о состоянии геологических разведок в Красноярском крае по сообщениям А. Ф. Шестаковой и П. Н. Поспелова. (Дело 176).
- 14 мая 1949. — Записка П. Н. Поспелова на имя И. В. Сталина с приложением копии его записки от 19.11.46 г. и работ А. Ф. Шестаковой «К истории вопроса о поисках радия в недрах России», «Немного о прошлом Красноярского края», «К вопросу о сибирской соде», о вредительской деятельности группы геологов Красноярского края, отдельных месторождениях и районах полезных ископаемых. (Дело 177).
- 15 мая 1949. — Записка П. Н. Поспелова на имя И. В. Сталина с приложением записки А. Ф. Шестаковой «О предполагаемом районе месторождения, откуда происходит образец № 23 и где искать его аналогов», о состоянии сырьевых запасов цветных и редких металлов по Красноярскому краю. (Дело 178).

### Преобладающее общее мнение в поисковой геологии тех лет
Постановлением 2628-713сс СНК СССР обязал комитет по делам геологии направить основные научные и инженерные кадры, а также технические и материальные средства на обеспечение геолого-поисковых работ на уран, организовав для этих целей 1 апреля 1946 года 270 партий, в том числе 28 геологоразведочных, 158 поисково-съемочных и 84 ревизионных, для работы в различных регионах страны. Подобных темпов, целевой организации в масштабах страны, геологическая служба ещё не знала.
Однако результаты поисков урановых месторождений в 1946—1947 гг. Совет Министров признал неудовлетворительными.
Ситуацию в государственных комитетах по недрам подогревала и публичная твёрдая позиция ряда геологов, в том числе Эдельштейна Я. С., проработавшего в Минусинском крае около 20 лет, старейшего геолога Геологического комитета, редактора многотомного издания «Геология СССР», одного из крупнейших и весьма авторитетных геологов-геоморфологов, категорически утверждавшего, что в Сибири нет и не может быть месторождений урана, что было неверным утверждением с точки зрения геологический науки.
Однако в Совете министров, МГБ, отвечавшем за добычу урана и тория для Атомного проекта СССР, в Политбюро знали, что в 1947 году было открыто достаточно крупное месторождение (т. н. «Стрелкинский» урановый объект, Восточное «свинцовое» рудоуправление, преобразовано в поисковое управление Енисейстроя МВД, разведка проводилась гл.геологом Якжиным А. А.) и с 1948 г. велась интенсивная добыча урановой руды в Красноярском крае в южной части Енисейского кряжа, на Усть-Ангарском поселении (ок. 900 чел., в пике добычи до 8 шахт, несколько штолен, закрыто в конце 1950-х гг.) вольнонаёмных горнорабочих.
С января 1949 г. велась добыча и на открытом в 1948 г. Кодарском (другие названия месторождение «Мраморное», Ермаковское рудоуправление) небольшом, как выяснится позднее, но исключительно богатом по содержанию урана в руде месторождении..
Начальство некоторых ведомств, курировавших геологические поиск и разведку урана, в январе 1949 г. сообщило правительству и МВД об открытии Таймырской урановорудной провинции на севере Красноярского края, не дожидаясь полного подтверждения её запасов и перспектив её месторождений от геологов, запрошенного Л. Берия от них перед окончательным докладом правительству (Восточно-Таймырское месторождение Каменское, «Рыбак», содержание урана в отдельных образцах из рудного тела до 1,4 %) .

## Начало и ход дела
30 марта 1949 года на очередном заседании Политбюро ЦК ВКП(б) одним из пунктов повестки дня рассматривалось сообщение П. Н. Поспелова и А. Ф. Шестаковой о состоянии геологических разведок в Красноярском крае. По результатам сообщения была создана комиссия под руководством Л. П. Берия, членами которой были также Маленков, Микоян, В. С. Абакумов, П. А. Захаров, А. Б. Аристов, П. Н. Поспелов и А. Ф. Шестакова. Перед комиссией была поставлена задача — в течение 10 дней разобраться с положением дел в Министерстве геологии и принять меры, а также подготовить заключение «О работе МГБ СССР по вскрытию вредителей геологии, и в частности на севере и юге Красноярского края».
Накануне, 29 марта, не в рамках Красноярского дела, были арестованы в Томске Н. Е. Мартьянов и О. К. Полетаева. На следующий день после заседания Политбюро, 31 марта, арестованы И. К. Баженов, Э. Д. Томашпольская, А. Г. Вологдин, И. Ф. Григорьев, Ю. М. Шейнманн, Я. С. Эдельштейн, 3 апреля — В. Н. Доминиковский и 7 апреля — Л. И. Шаманский. После этого в течение двух с половиной недель шла «успешная» работа с арестованными. 25 апреля новая волна арестов профессоров Томска: А. Я. Булынникова, М. И. Кучина, Ф. Н. Шахова.
Через две недели начинается третья, самая большая волна арестов: 9 мая — В. К. Котульский, 12 мая — В. В. Богацкий, 14 мая — Н. Я. Коган, Б. К. Лихарев, Г. М. Скуратов, Б. Ф. Сперанский. В. А. Хахлов и другие, 23 мая — В. М. Крейтер, 30 мая — М. П. Русаков.
Таким образом, в Москве были арестованы член-корреспондент АН СССР А. Г. Вологдин, директор ИГН АН СССР академик И. Ф. Григорьев, референт министра геологии М. И. Гуревич, председатель технического совета Мингео профессор В. М. Крейтер, главный геолог Тувинской ГРЭ Ю. М. Шейнманн; в Ленинграде — научные сотрудники ВСЕГЕИ В. Н. Верещагин, В. Н. Доминиковский, Б. К. Лихарев, Я. С. Эдельштейн, профессора В. К. Котульский, М. М. Тетяев; в г. Томске — профессора и преподаватели ТПИ и ТГУ И. К. Баженов, А. Я. Булынников, М. И. Кучин, В. Д. Томашпольская, В. А. Хахлов, Ф. Н. Шахов; в г. Иркутске — преподаватель Горно-металлургического института Л. И. Шаманский. Были арестованы академик АН КазССР М. П. Русаков, начальник экспедиции ЗСГУ Б. Ф. Сперанский, главный инженер теста «Запсибцветметразведка» К. С. Филатов и большая группа геологов из г. Красноярска: В. В. Богацкий, Н. Я. Коган, Ю. Ф. Погоня-Стефанович, О. К. Полетаева, А. А. Предтеченский, Н. Ф. Рябоконь, Г. М. Скуратов и другие.
Министра геологии СССР И. Малышева вызвали в Кремль. После разговора со Сталиным он пережил обширный инфаркт и был снят с поста Министра и переведён с понижением в Карелию на целевой поиск и освоение железорудных месторождений для Череповецкого металлургического завода.

### Суд чести Министерства геологии
Детальная информация об осуществленных процессах Суда чести Министерства геологии отсутствует.
Известно[кому?][когда?], что процессы судов чести проводились в отношении ведущих геологов ВСЕГЕИ, преподавателей геологического факультета ЛГУ и Горного института в рамках кампании по борьбе с космополитизмом, предшествовали арестам некоторых геологов Института геологических наук АН СССР и отставке министра геологии СССР И. И. Малышева. По поздним воспоминаниям участников, «следственный процесс, как рассказывают, проходил в Москве в самом Министерстве геологии СССР и в редакции газеты „Правда“. На процесс вызывались специалисты геологических служб из многих городов бывшего Союза, профессора, учёные, руководители предприятий и другие», до 200 человек.

### Причины инициации процесса
Факты и их интерпретация Шестаковой, как и другие «сигналы снизу» от краеведов, лиц, участвовавших в «массовом поиске» на местах, были использованы как формальная публичная причина начала полуторагодичного расследования.
Проблема отсутствия урана для загрузки промышленного реактора по наработке плутония была настолько критичной, что по решению И. В. Сталина и Л. П. Берия финансирование работ проводилось «сходу», по фактическим затратам, без заранее утверждённых смет. Решения о производстве геологоразведочных работ и строительстве предприятий для добычи урана и переработки руд нередко принимались форсированно, с нарушениями общепринятой стадийности этих работ (поиски, оценка, предварительная разведка, детальная разведка руд, проектирование и строительство рудников). Это приводило к конфликтам между руководителями 1-го (уранового) Главка Мингео СССР и Первого главного управления (ПГУ) при Спецкомитете СНК (СМ) СССР. Бывший начальник геологического отдела 1-го Главка Е. А. Пятов, описывая обстановку тех лет, констатирует: «Руководство Главка Мингео СССР и особенно главный геолог академик И. Ф. Григорьев, воспитанный на традициях соблюдения стадийности, выступали против больших объёмов геологоразведочных, эксплуатационных работ на недостаточно подготовленных объектах».
Истинная причина лежала в плоскости катастрофически нехватки разведанных стратегических цветных, редких и радиоактивных природных ресурсов в условиях очень жёсткого противостояния с США в период с 1945 по конец 1950-х гг., критического расхождения между весьма скромными результатами работы геологов СССР по поиску и разведке месторождений урана и других тяжёлых металлов в 1946—1947 гг. , и затраченными на данные поиски государственными средствами, ведомственным конфликтом интересов организаций, отвечающих за обеспечение оборонной промышленности ураном.

## Последующий ход и завершение процесса
Ряд ведущих геологов, ответственных за прогнозирование развития ресурсной базы СССР, направление и планирование геологоразведочных работ по стратегическим ресурсам, были обвинены в преступной халатности, неверной прогнозной оценке перспективных рудных узлов, вредительстве при проведении и организации поиска месторождений полезных ископаемых редких и радиоактивных металлов.
Например, обвинительный приговор одного из главных фигурантов по процессу включал следующие строки официального обвинения — «являясь одним из руководителей геологической службы в СССР [главным геологом Госкомиссии по урану и торию], Григорьев, хорошо зная месторождения Алтая и их значение, скрывает богатые месторождения редких металлов на Алтае и препятствует их промышленному освоению».
К октябрю 1950 года, после нескольких месяцев допросов с применением физического и психологического давления на подследственных, почти все подписали самооговоры.
28 ноября 1950 года ученым объявили, что месяц назад заочным судом их осудило ОСО МГБ СССР «за неправильную оценку и заведомое сокрытие месторождение полезных ископаемых, вредительство, шпионаж, контрреволюционную агитацию», и что они приговорены к различным срокам заключения в ИТЛ (от 10 до 25 лет) с конфискацией имущества и поражением в правах на 5 лет.

## К оценке возможных причин возбуждения Красноярского дела
В настоящее время опубликованы воспоминания, документы и некоторые интервью геологов, подтверждающие существование в те годы отдельных реальных случаев «неправильной оценки, заведомого сокрытия месторождений стратегических полезных ископаемых». Такова, например, история открытия, разведки и сокрытия уранового месторождения Каменское в 1948—1952 гг. (пос. Рыбак, п-ов Таймыр на севере Красноярского края), сложная судьба открытия крупной группы Стрельцовских урановых месторождений в Приаргунье на юго-востоке Читинской области в Юго-восточной Сибири, история освоения, отработки, разведки и искусственно затянутой ликвидации отработанного Кодарского (Ермаковского) уранового месторождения.
Подобные данные могут давать основания для новой оценки причин возбуждения, хода, а также последствий Красноярского дела геологов.

## Изменения в практике геологоразведки по результатам следствия
В практике послевоенной геологии СССР уже существовали т. н. Центральные ревизионные партии и поисково-ревизионные геологические и геофизические партии, которые занимались отбором мест для будущих поисково-разведочных работ по территориям, уже покрытых геологической и геофизической съёмкой, проводили их, осуществляли ревизию старых и выработанных месторождений. Эта практика была успешной, и сохранилась до конца существования СССР и Министерства геологии.

### Особые ревизионные партии
Практически одновременно с началом следственного процесса по Красноярскому делу для выявления случаев ошибочной оценки запасов месторождений, пропущенных или недооцененных перспективных рудопроявлений, месторождений и рудных полей во всех территориальных геологоразведочных подразделениях приказом нового министра геологии Захарова П. А. из геологов были организованы так называемые ОРП (особые ревизионные партии).
Они осуществляли аудит, ревизию и независимую геологическую экспертизу, проверяли результаты поисковых работ последних лет с задачей обнаружения невыявленных или ошибочно пропущенных месторождений стратегического сырья, а также правильность проведённых разведочных работ на ранее выявленных месторождениях таких природных ресурсов. Свои рапорты и докладные записки они направляли в ПГУ, Министерство геологии СССР и Комиссию по подсчёту запасов полезных ископаемых (КГЗ, с 1 июля 1954 г. КГЗ при Совете Министров СССР).
ОРП продолжали работать в течение 1949—1959 годов; с лета 1959 года из-за реорганизации
ПГУ, системы МВД и МГБ, которые отвечали в то время за разведку и добычу благородных металлов, редких элементов, редких металлов (олово, вольфрам, молибден, висмут, мышьяк, сурьма и ртуть) и радиоактивных металлов, было решено прекратить работу ОРП и реорганизовать их в их ведомственные аналоги.
27 декабря 1949 г. для активизации работ по добыче и переработке урановых руд на основе 1-го управления ПГУ было создано Второе главное управление при Совете министров СССР (ВГУ). В ВГУ из состава ПГУ были переданы несколько предприятий и строек. Руководство и контроль за деятельностью ВГУ также осуществлял исключительно Спецкомитет. Выделение горнодобывающей промышленности способствовало резкому увеличению добычи урана. Добыча велась на территории как СССР, так и «стран народной демократии» в Восточной Европе.
К 1953 г. проблема увеличения добычи урановых руд была в основном решена. 16 марта 1953 г. Совет министров СССР принял постановление об объединении Первого и Второго главных управлений в одно — Первое главное управление при Совете министров СССР.
ПГУ, отвечавшее за весь цикл обеспечения Атомного проекта СССР, стало самостоятельно, минуя Министерство Геологии, обеспечивать и все геологические этапы от поиска до сопровождения эксплуатации редкоземельных и урановых месторождений, в 1953 году было преобразовано в Средмаш, где данная практика осуществления полного цикла специализированного поиска и геологоразведки, начатая геологами «Енисейстроя» и «Дальстроя», сохранилась.

### Риски и ошибки в геологии
Красноярское дело геологов 1949—1950 гг. не только поломало судьбы многих крупнейших геологов СССР, но и выявило отсутствие в период конца 1940-х до середины 1950-х проверенных методик системного подхода, критериев, необходимых для достижения и осуществления экономически или стратегически успешных проектов промышленной прикладной геологии, ускорило разделение геологии как науки и промышленной геологии, закрепило уход полных геологических циклов работ по ряду направлений в геологические службы специализированных ведомств, таких как Министерство цветной металлургии, Министерство среднего машиностроения, Министерство нефтяной промышленности СССР.
Стоимость ошибки специалистов-геологов при прогнозных, поисковых, геологоразведочных, оценочных работах по месторождениям и рудным узлам, и неверного государственного планирования, основанного на такой ошибке, всегда была исключительно высока и составляла десятки и сотни миллионов советских рублей.
Например, известным случаем крупной ошибки геологов считается заниженный в десятки раз подсчёт запасов Шерегешского, Таштагольского и Тейского месторождений Кемеровской области Западной Сибири, в результате проектные мощности введённых в действие железных рудников оказались очень малы.
В настоящее время системные оценки рисков при принятии решений по таким работам рассматриваются дисциплиной «экономическая геология», зародившейся примерно по тем же причинам, которые привели к возникновению Красноярского дела..
С середины 1920-х гг. и по настоящее время при сомнениях в результатах поисковых, геологоразведочных и прогнозных работ осуществляется их независимые геологический аудит и экспертиза, государственный или частный.

## Судьбы геологов, привлечённых в рамках следственного дела
Для шестерых профессоров-геологов аресты 1949—1950 гг. стали смертельным:
- Григорьев И. Ф., Гуревич М. И. (референт министра геологии), Шаманский Л. И.[52] — не дожили до суда.
- Эдельштейн Я. С. — умер сразу после вынесения приговора в тюремной больнице в Ленинграде.
- Котульский В. К. — скончался на этапе в Норильск.
- Коган Н. Я. — скончался в лагере.

Среди репрессированных были известные учёные:
- Баландин, Алексей Александрович (1898—1967)
- Богацкий, Вячеслав Вячеславович (1913—1981)
- Булынников, Александр Яковлевич (1892—1972)
- Вологдин, Александр Григорьевич (1896—1971)
- Григорьев, Иосиф Фёдорович (1890—1949)
- Котульский, Владимир Климентьевич (1879—1951)
- Крейтер, Владимир Михайлович (1897—1966)
- Кучин, Михаил Иванович (1887—1963)
- Лучицкий, Игорь Владимирович (1912—1983)
- Погребицкий, Евгений Осипович (1900—1976)
- Русаков, Михаил Петрович (1892—1963)
- Сафронов, Николай Ильич (1904—1982)
- Сперанский, Борис Фёдорович (1885—1956)
- Тетяев, Михаил Михайлович (1882—1956)
- Хахлов, Венедикт Андреевич (1894—1972)
- Шахов, Феликс Николаевич (1894—1971)

Основная часть осужденных геологов отбывала наказание в научно-производственных «шарашках», где велась изыскания, исследования, поиски, разведка и разработка перспективных и действующих урановых месторождений и рудников, в разных концах СССР: Красноярск (ОТБ-1 «Енисейстроя», включая например, Центральную минералого-петрографическую лабораторию Енисейстроя), Магадан (Северная КТЭ № 8), Норильлаг, Певек — Чаунский ИТЛ (Чаунлаг , ИТЛ Упр. п/я 14) Дальстроя ГУЛАГ, Воркута.
В геологическом отделе ОТБ-1 оказались геологи Булынников, Крейтер, Кучин, Погоня-Стефанович, Русаков, Тетяев. Здесь же работал геолог Лучицкий. Нач. отдела был назначен Мусатов, переведенный в Красноярск из ОТБ в Загорске под Москвой. На Колыме работали Баженов, Богацкий, Верещагин, Вологдин, Предтеченский, Рябоконь, Скуратов, Филатов, Шахов, Шейнманн. В Норильлаг попали Баландин, Доминиковский, Лихарев, Хахлов. Женщины-геологи Полетаева и Томашпольская отбывали срок в Мариинских лагерях на общих работах.

## Реабилитация
Академик Баландин А. А. 1953, лето — Указание правительства о немедленном направлении А. А. Баландина в Москву. Реабилитация благодаря ходатайству Н. Д. Зелинского, восстановление в должности, возвращение наград и званий, выделение квартиры. 13 июня восстановлен в звании академика.
К 1953 г. проблема увеличения добычи урановых руд в СССР была в основном решена.
В 1954 годах под давлением общественности малыми группами началась юридическая реабилитация пострадавших геологов.
В справках о реабилитации от 31 марта и 10 апреля 1954 года было написано: «Постановление ОСО от 28.10.50 отменено и дело за недоказанностью обвинения производством прекращено». В части справок была указана иная формулировка «Постановление ОСО от 28.10.50 отменено и дело за отсутствием состава преступления прекращено.»
По прибытии на место работы восстановлены в должности, им возвращены ученые степени и награды, восстановлены в партии с сохранением стажа.
26 октября 1956 года заседала Комиссия партийного контроля, на которой рассматривалось заявление В. М. Крейтера, направленное им Н. Хрущеву. На комиссию была также приглашена А. Ф. Шестакова, защищавшая свою и позиции местных краеведов. Шестакова была исключена из КПСС.
23 октября 1953 года, после долгого перерыва, многие геологи были избраны в члены-корреспонденты АН СССР.

## Повторный анализ образца Шестаковой
В середине 2000-х гг. сохранившийся в музее геологии Центральной Сибири образец № 23 Шестаковой был подвергнут повторному анализу, который выявил в образце урано-ванадиевые минералы карнотит и тюямунит. Было высказано предположение, что образец может происходить из известных урановых месторождений Средней Азии.